# Flor de durazno (película de 1917)
Flor de durazno es un largometraje  mudo argentino, dirigido por Francisco Defilippis Novoa y protagonizado por Carlos Gardel, Ilde Pirovano y Argentino Gómez. El guion fue escrito sobre la novela homónima de Hugo Wast. Se estrenó en el teatro Coliseo de Buenos Aires el 28 de septiembre de 1917. Fue filmada en Dolores (Córdoba) y Buenos Aires.

## Sinopsis
En un pequeño pueblo de Córdoba Fabián (Gardel) está formalmente de novio con Rina (Ilda Pirovano). Ésta a su vez mantiene relaciones sexuales con Miguel (Figueroa), quien abandona a la joven cuando queda embarazada. Rina debe enfrentar el desprecio de su padre y del pueblo, que la fuerzan a irse a Buenos Aires, donde la dureza que la vida que debe llevar y las humillaciones que sufre la hacen volver al pueblo y al hogar paterno. Fabián, con mucho dolor perdona a la joven y se casa con ella, pero la muerte temprana de un hijo de la pareja desencadena los rencores acumulados.

## Reparto
- Carlos Gardel ......... Fabián
- Ilde Pirovano ......... Rina
- Argentino Gómez ....... Miguel Benavídez
- Celestino Petray ...... Padre Filemón Rochero
- Diego Figueroa ........ Germán Castillo
- Pascual Costa ......... Antonio
- Rosa Bozán ............ Candela
- Francisco Amerises
- Silvia Parodi
- Mariano Gale
- Aurelia Musto